# Tratado Mackau-Arana
El Tratado Mackau-Arana, fue un pacto entre el gobierno de la Confederación Argentina y el gobierno de Francia. Dicho tratado puso fin al bloqueo naval francés a los puertos del Río de la Plata el 29 de octubre de 1840. El pacto fue firmado por Ange René Armand de Mackau, comandante en jefe de las fuerzas navales de Francia, empleadas en los mares de la América del Sur; y el ministro de Relaciones Exteriores de Buenos Aires, Felipe Arana

## Contenido del tratado
Art. 1

Quedan reconocidas por el Gobierno de Buenos Aires las indemnizaciones debidas a los Franceses que han experimentado pérdidas o sufrido perjuicios en la República Argentina, y la suma de estas indemnizaciones, que solamente quedan para determinarse, será arreglada, en el término de 6 meses, por medio de 6 árbitros nombrados de común acuerdo, tres por cada parte, entre los dos Plenipotenciarios. En caso de disenso, el arreglo de las indemnizaciones será diferido al arbitramiento de una tercera Potencia que será designada por el Gobierno Francés.
Art. 2

El bloqueo de los puertos argentinos será levantado, la Isla de Martín García evacuada por las fuerzas francesas, en los ocho días siguientes a la ratificación de la presente Convención, por el Gobierno de Buenos Aires. El material de armamento de dicha isla será repuesto tal como estaba el 10 de octubre de 1838. Los dos buques de guerra argentinos capturados durante el bloqueo u otros dos de la misma fuerza y valor, serán puestos, en el mismo término, con su material de armamentos completo, a la disposición de dicho Gobierno:
Art. 3

Si en el término de un mes, que ha de contarse desde la dicha ratificación, los argentinos que han sido proscriptos (sic) de su país natal en diversas épocas después del 1 de diciembre de 1828, abandonan todos o una parte de entre ellos, la actitud hostil en que se hallan actualmente contra el Gobierno de Buenos Aires, encargado de las Relaciones exteriores de la Confederación Argentina, el referido Gobierno, admitiendo desde ahora para este caso la amistosa interposición de la Francia, relativamente a las personas de estos individuos, ofrece conceder permiso de volver a entrar en el territorio de su patria, a todos aquellos cuya presencia sobre este territorio no sea incompatible con el orden y seguridad pública, bajo el concepto de que las personas a quienes este permiso se acordase, no serán molestadas ni perseguidas por su conducta anterior.
En cuanto a los que se hallan con las armas en la mano dentro del territorio de la Confederación Argentina, tendrá lugar el presente artículo sólo en favor de aquellos que las hayan depuesto en el término de ocho días, contados desde la oficial comunicación, que a su jefe se hará de la presente Convención, por medio de un Agente Francés y otro Argentino especialmente encargado de esta misión.
No son comprendidos en el presente artículo los Generales y los Jefes comandantes de cuerpos, excepto aquellos que por sus hechos ulteriores se hagan dignos de la clemencia y consideración del Gobierno de Buenos Aires.
Art. 4

Queda entendido que el Gobierno de Buenos Aires seguirá considerando en estado de perfecta y absoluta independencia la República Oriental del Uruguay en los mismos términos que lo estipuló en la Convención Preliminar de Paz ajustada en 27 de agosto de 1828 con el imperio del Brasil, sin perjuicio de sus derechos naturales, toda vez que lo reclamen la justicia, el honor y seguridad de la Confederación Argentina.
Art. 5

Aunque los derechos y goces, que en el territorio de la Confederación Argentina disfrutan actualmente los extranjeros, en sus personas y propiedades sean comunes entre los súbditos y ciudadanos de todas y cada una de las naciones amigas y neutrales, el Gobierno de S.M. el Rey de los franceses y el de la Provincia de Buenos Aires, encargado de las Relaciones Exteriores de la Confederación Argentina, declaran, que intermedia la conclusión de un tratado de comercio y navegación entre la Francia y la Confederación Argentina, los ciudadanos argentinos en el de Francia, serán considerados en ambos territorios en sus personas y propiedades como lo son, o lo podrán ser, los súbditos y ciudadanos de todas y cada una de las demás naciones, aún las más favorecidas.
Art. 6

Sin embargo de lo estipulado en el precedente artículo, si el Gobierno de la Confederación Argentina, acordase a los ciudadanos o naturales de alguno o de todos los Estados del Sud Americanos especiales goces civiles o políticos, más extensos que los que disfrutan actualmente los súbditos de todas y cada una de las naciones amigas y neutrales, aun la más favorecida, tales goces no podrán ser extensivos a los ciudadanos franceses residentes en el territorio de la Confederación Argentina, ni reclamarse por ellos.
Art. 7

La presente Convención será ratificada, y las ratificaciones de ella serán canjeadas en París, en el término de ocho meses, o más pronto si se pudiera verificar, por el intermedio de un Ministro Plenipotenciario del Gobierno de la República, que a este efecto será acreditado cerca del Gobierno de S.M. el Rey de los Franceses.
En testimonio de lo cual los respectivos plenipotenciarios lo han firmado y sellado con sus sellos.
Fecho a bordo del Bergantín parlamentario francés Boulonnaise, el día 29 de octubre de 1840.